# Miguel Mataix Cabrera
Miguel Mataix va néixer a Alcoi l'any 1941. Fou un espeleòleg, professor i pintor alcoià. El seu fet més rellevant va ser permanèixer 502 hores i 40 minuts incomunicat en la sima Simarro, situada el paratge natural de La Font Roja.